# 세르게이 카랴킨

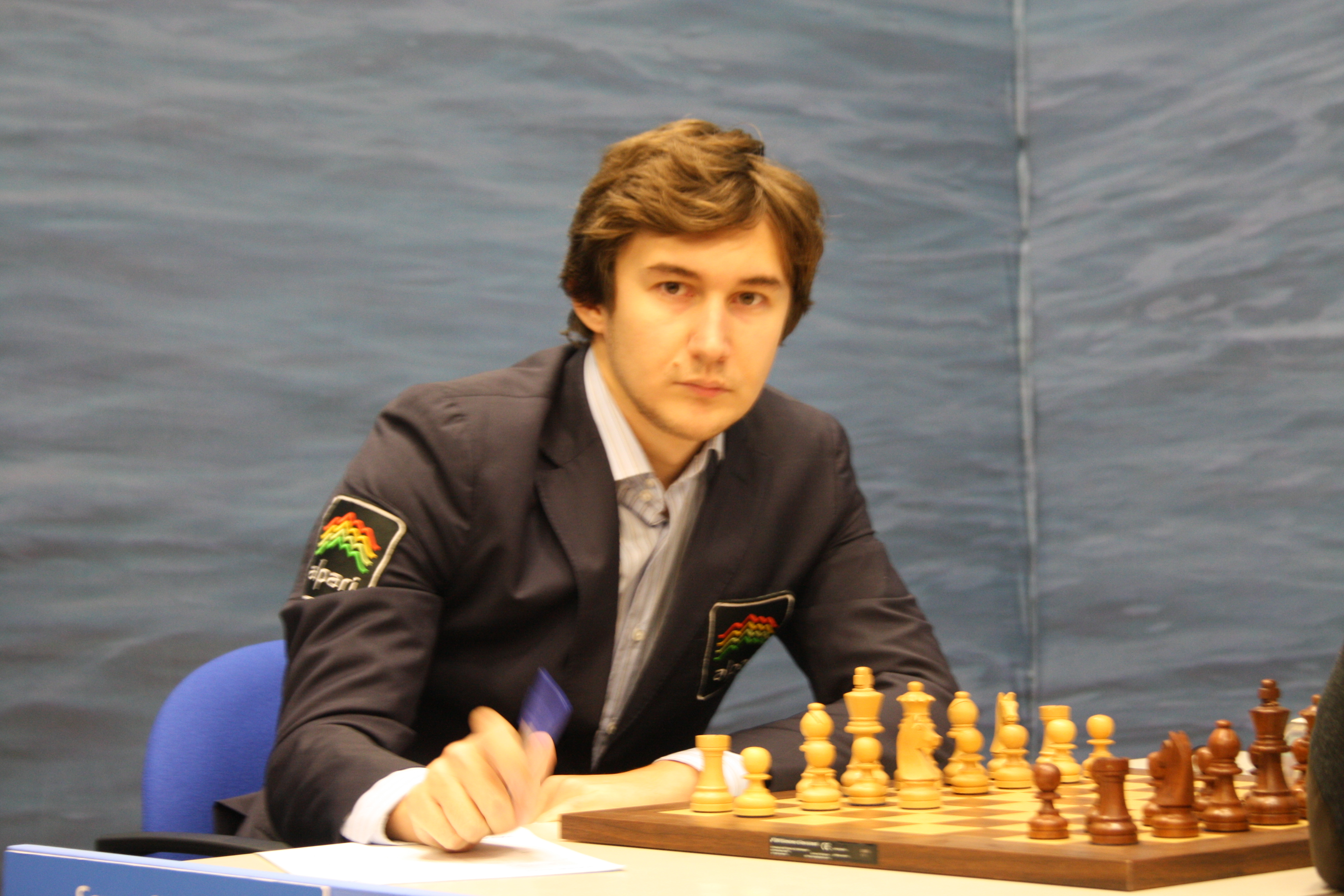
세르게이 카랴킨

세르게이 알렉산드로비치 카랴킨(우크라이나어: Сергій Олександрович Карякін 세르히 올렉산드로비치 카랴킨[*], 러시아어: Серге́й Алекса́ндрович Каря́кин, 1990년 1월 12일 ~ )은 우크라이나 태생 러시아의 체스 선수이다. 2016 월드 체스 챔피언십에서 준우승을 차지했다.